# シンネコしましょう
『シンネコしましょう』はMASAHARU&NAMIKOのデビュー・シングル。1994年11月21日、ポニーキャニオンよりリリース。鶴久政治と雷波子（いかずちなみこ）によるデュオ。

## 収録曲
1. シンネコしましょう
（作詞：秋元康　作曲：鶴久政治　編曲：萩田光雄）
日本テレビ系「進め!電波少年」エンディング・テーマ
2. シンネコしましょう（オリジナル・カラオケ）
3. シンネコしましょう（Lady's カラオケ）
4. シンネコしましょう（Men's カラオケ）